# Nomiza
Nomiza är en låt framförd av duon Voice, bestående av Christina Argyri och Alexandros Panayi. Låten var Cyperns bidrag i Eurovision Song Contest 2000 i Stockholm i Sverige. Låten är skriven av Panayi själv i samarbete med Silvia M. Klemm.
Bidraget framfördes i finalen den 13 maj och slutade där på tjugoförsta plats med 8 poäng.